# Hymenopsis argentinensis
Hymenopsis argentinensis är en svampart som först beskrevs av Speg., och fick sitt nu gällande namn av B. Sutton 1980. Hymenopsis argentinensis ingår i släktet Hymenopsis, divisionen sporsäcksvampar och riket svampar.   Inga underarter finns listade i Catalogue of Life.